# Ambroz Testen
Fra Ambroz Janez Testen (Loka pri Mengšu, 31. kolovoza 1897. – Zadar, 7. siječnja 1984.) bio je hrvatski slikar i franjevac slovenskog podrijetla. Bio je slikar samouk, brat laik, kuhar, vrtlar, čuvar muzeja i sakristan.

## Životopis
Rođen je 31. kolovoza 1897. u Loki pri Mengšu blizu Kamnika u Sloveniji. Kao i brojni Slovenci franjevci u to vrijeme, zbog ustroja franjevačkih provincija prve redovničke korake započinje u Hrvatskoj. Tako 1913. godine ulazi u zadarski franjevački samostan u želji da bude redovnik i izuči krojački zanat. Dobio je redovničko ime Benedikt.
Prvi svjetski rat zatječe ga u samostanu na Košljunu, a uskoro ga novače i šalju na Talijansko bojište, gdje se borio na području Tirola i Štajerske. Potkraj rata je dezertirao i 1920. ušao u Red male braće u Dubrovniku uzevši ime Ambroz.
Dvije godine proveo je u samostanu Gospe Snježne u Cavtatu, gdje je zalazio u Bukovčev atelje, a zatim u samostanu Gospe od Anđela u Orebiću na Pelješcu, gdje upoznaje još jednog slikara: Maksimilijana Vanku. Nakon toga je nakratko bio vraćen u Dubrovnik, a 1929. goine poslan je u samostan Gospe od Loreta u Kuni Pelješkoj, gdje se susretao s Celestnom Medovićem.
Zatim živi i radi u samostanu sv. Križa na otoku Krapnju od 1939. do 1961. te u sv. Eufemiji u Kamporu na Rabu, gdje je 1989. u sklopu Etnografskoga muzeja otvorena Memorijalna zbirka fra Ambroza Testena.
Za vrijeme Drugog svjetskog rata bio je zbog pomaganja hrvatskim partizanima premješten u Šibenik u samostan sv. Franje, gdje je ostao do kraja 1945. godine.
Umro je u franjevačkom samostanu sv. Jeronima u Zadru 7. siječnja 1984.

## Umjetnički rad
Testen je bio samouk, ali ne i "naivan" slikar, a značajnija djela ostvario je u kasnijoj životnoj dobi. Počeo je slikati prije Prvog svjetskog rata te se slikanju posvećivao ovisno o novčanim mogućnostima i vremenu koje bi mu preostalo nakon obavljanja samostanskih dužnosti. Prve značajnije pohvale likovne kritike počeo je dobivati u podmakloj životnoj dobi. Objeručke je bio primljen i uspoređivan s velikim imenima moderne umjetnosti, pa su ga prozvali i "Hrvatski Chagall".
Njegovo je slikarsko polazište u smjeloj uporabi boje i bliskosti ekspresionizmu. Veći dio kristoloških i biblijskih kompozicija (Dvije duše razgovaraju, 1981.), krajolika i mrtvih priroda ostvario je u gvašu, akvarelu i sepiji. Naslikao je Križni put u Orebiću, Kamporu na Rabu i Brodarici kraj Šibenika.
Doticao se djelima i svjetovne tematike, ali ipak njegov je veliki literarni izvor bila Danteova Božanstvena komedija.
Između brojnih radova mogu se izdvojiti Raspeće iz 1945. godine, koje je nastalo nakon Bleiburškog pokolja, razvodnjeni akvareli Propvijed sv. Pavla (1954.) i Bič egipatski (1980.). Značajanni su i radovi u tehnici tuša Proždrljivci (1981.), Milosrdni Samaritanac (1976.), Šimun Cirenac pomaže Isusu nositi križ (1980.) i Prorok (1979.).
Ostavio je iza sebe brojne crteže i slike. Crtao je tušem, pastelom i akvarelom. Neštedimice je svoja djela darivao ili ostavljao za sobom u samostanima nakon svakog premještaja. Mnoga su mu djela danas beznadno izgubljena.
Jedan dio njegovih radova nalazi se u osobnim zbirkama i u mnogim dalmatinskim likovnim galerijama.
Smatra se jednim od najvećih hrvatski sakralnih slikara 20. stoljeća.
Kako se rijetko išta zbiva slučajno, Tau (devetnaesto slovo grčke slovnice) ili crux comissa inicijal je i njegova prezirna s kojim se najčešće potpisivao, bio je simbol uskrsnuća i života, a još ranije bio je nošen kao biljeg od onih koji su oplakivali grijeh.
Umro je u 87. godini života i 63. godini redovništva. Bio je gotovo u svim samostanima Franjevačke provincije sv. Jeronima – Zadar, Košljun, Dubrovnik, Cavtat, Orebić, Kuna Pelješka, Krapanj, Kampor.